# شهرستان جامبالا
شهرستان جامبالا (به لاتین: Djambala District) یک منطقهٔ مسکونی در جمهوری کنگو است که در ناحیه پلاتیوکس (جمهوری کنگو) واقع شده‌است.